# Filiberto di Baden-Baden
Filiberto di Baden-Baden (Baden-Baden, 22 gennaio 1536 – Moncontour, 3 ottobre 1569) margravio regnante di Baden-Baden dal 1554 al 1569.

## Biografia
Era figlio del margravio Bernardo III di Baden-Baden e di Francesca di Lussemburgo. Trascorse parte della sua gioventù alla corte del duca Guglielmo IV di Baviera a Monaco di Baviera, che in seguito diventò suo suocero e che era noto per suo rigoroso cattolicesimo e per aver portato i gesuiti in Baviera. Filiberto era invece sostenitore del protestantesimo e si convertì ad esso, senza che il duca di Baviera riuscisse a dissuaderlo. Nel 1555 prese parte ai negoziati che derivarono dalla pace di Augusta.
Nel 1565 manifestò il proposito di venire in aiuto degli ugonotti in Francia con 1500 uomini. L'imperatore Massimiliano II, tuttavia, gli richiese di non farlo e Filiberto acconsentì.
Nel 1566 servì nell'esercito imperiale, combattendo in Ungheria contro il sultano Solimano I.
Nel 1569 combatté contro gli ugonotti, dalla parte del re Carlo IX di Francia, genero dell'imperatore Massimiliano II e rimase ucciso il 3 ottobre 1569 nella battaglia di Moncontour. Secondo il suo amico, Heinrich von Stein, avrebbe lasciato vivo il campo di battaglia, ma venne inseguito dai nemici, che lo raggiunsero e uccisero in un castello al confine con la Spagna. Lasciò un figlio maschio decenne, Filippo, che gli succedette come margravio, una figlia maggiore, Giacoba e due figlie minori. Il cognato di Filiberto, Alberto V di Baviera, portò i fratelli a Monaco di Baviera per allevarli.
Filiberto era protestante, ma era molto tollerante in materia di fede. Diede ai suoi sudditi la libertà di religione e sposò persino una cattolica, Matilde di Baviera.

## Matrimonio e discendenza
Sposò il 17 gennaio 1557 Matilde di Baviera (14 giugno 1532 - 2 novembre 1565), figlia del duca Guglielmo IV, dalla quale ebbe cinque figli:
- Giacoba (16 gennaio 1558 - 3 settembre 1597, che sposò il duca Giovanni Guglielmo di Jülich-Kleve-Berg e fu uccisa a Düsseldorf).
- Filippo II (19 febbraio 1559 - 17 giugno 1588), margravio di Baden-Baden.
- Anna Maria (22 maggio 1562 - 25 aprile 1583), che sposò Guglielmo di Rosenberg;
- Maria Salomé (1 febbraio 1563 - 30 aprile 1600), che  sposò il langravio Giorgio IV Ludovico di Leuchtenberg.
- un figlio (nato e morto il 31 ottobre 1565).

## Ascendenza
|                                         |                                         |                                            | Genitori                                |  |  | Nonni |  |  | Bisnonni                         |  |  | Trisnonni                         |  |
|                                         |                                         |                                            |                                         |  |  |       |  |  | Karl I, margravio di Baden-Baden |  |  | Jakob I, margravio di Baden-Baden |  |
|                                         |                                         |                                            |                                         |  |  |       |  |  | Karl I, margravio di Baden-Baden |  |  | Jakob I, margravio di Baden-Baden |  |
|                                         |                                         | Katharina von Lothringen                   |                                         |  |  |       |  |  | Karl I, margravio di Baden-Baden |  |  |                                   |  |
| Christoph I, margravio di Baden-Baden   |                                         |                                            |                                         |  |  |       |  |  | Karl I, margravio di Baden-Baden |  |  |                                   |  |
|                                         |                                         | Katharina von Österreich                   | Ernst I, duca di Stiria e Carinzia      |  |  |       |  |  |                                  |  |  |                                   |  |
|                                         |                                         | Katharina von Österreich                   | Ernst I, duca di Stiria e Carinzia      |  |  |       |  |  |                                  |  |  |                                   |  |
|                                         |                                         | Katharina von Österreich                   | Cimburgis von Masowien                  |  |  |       |  |  |                                  |  |  |                                   |  |
| Bernhard III, margravio di Baden-Baden  |                                         | Katharina von Österreich                   |                                         |  |  |       |  |  |                                  |  |  |                                   |  |
|                                         |                                         | Philipp II, conte di Katzenelnbogen        | Philipp I, conte di Katzenelnbogen      |  |  |       |  |  |                                  |  |  |                                   |  |
|                                         |                                         | Philipp II, conte di Katzenelnbogen        | Philipp I, conte di Katzenelnbogen      |  |  |       |  |  |                                  |  |  |                                   |  |
|                                         |                                         | Philipp II, conte di Katzenelnbogen        | Anna von Württemberg                    |  |  |       |  |  |                                  |  |  |                                   |  |
| Ottilia von Katzenelnbogen              |                                         | Philipp II, conte di Katzenelnbogen        |                                         |  |  |       |  |  |                                  |  |  |                                   |  |
|                                         |                                         | Ottilie von Nassau-Dillenburg              | Heinrich II, conte di Nassau-Dillenburg |  |  |       |  |  |                                  |  |  |                                   |  |
|                                         |                                         | Ottilie von Nassau-Dillenburg              | Heinrich II, conte di Nassau-Dillenburg |  |  |       |  |  |                                  |  |  |                                   |  |
|                                         |                                         | Ottilie von Nassau-Dillenburg              | Genoveva von Virneburg                  |  |  |       |  |  |                                  |  |  |                                   |  |
| Philibert, margravio di Baden-Baden     |                                         | Ottilie von Nassau-Dillenburg              |                                         |  |  |       |  |  |                                  |  |  |                                   |  |
|                                         | Louis de Luxembourg, conte di Saint-Pol | Pierre I de Luxembourg, conte di Saint-Pol |                                         |  |  |       |  |  |                                  |  |  |                                   |  |
|                                         | Louis de Luxembourg, conte di Saint-Pol | Pierre I de Luxembourg, conte di Saint-Pol |                                         |  |  |       |  |  |                                  |  |  |                                   |  |
|                                         | Louis de Luxembourg, conte di Saint-Pol | Marguerite des Baux                        |                                         |  |  |       |  |  |                                  |  |  |                                   |  |
| Antoine I de Luxembourg, conte di Ligny | Louis de Luxembourg, conte di Saint-Pol |                                            |                                         |  |  |       |  |  |                                  |  |  |                                   |  |
|                                         |                                         | Jeanne de Bar                              | Robert de Bar, conte di Marle           |  |  |       |  |  |                                  |  |  |                                   |  |
|                                         |                                         | Jeanne de Bar                              | Robert de Bar, conte di Marle           |  |  |       |  |  |                                  |  |  |                                   |  |
|                                         |                                         | Jeanne de Bar                              | Jeanne de Béthune                       |  |  |       |  |  |                                  |  |  |                                   |  |
| Françoise de Luxembourg                 |                                         | Jeanne de Bar                              |                                         |  |  |       |  |  |                                  |  |  |                                   |  |
|                                         |                                         | Philippe I de Croÿ, conte di Chimay        | Jean II de Croÿ, conte di Chimay        |  |  |       |  |  |                                  |  |  |                                   |  |
|                                         |                                         | Philippe I de Croÿ, conte di Chimay        | Jean II de Croÿ, conte di Chimay        |  |  |       |  |  |                                  |  |  |                                   |  |
|                                         |                                         | Philippe I de Croÿ, conte di Chimay        | Marie de Lalaing                        |  |  |       |  |  |                                  |  |  |                                   |  |
| Françoise de Croÿ                       |                                         | Philippe I de Croÿ, conte di Chimay        |                                         |  |  |       |  |  |                                  |  |  |                                   |  |
|                                         |                                         | Walburga von Mörs und Saarwerden           | Vincent, conte di Mörs-Saarwerden       |  |  |       |  |  |                                  |  |  |                                   |  |
|                                         |                                         | Walburga von Mörs und Saarwerden           | Vincent, conte di Mörs-Saarwerden       |  |  |       |  |  |                                  |  |  |                                   |  |
|                                         |                                         | Walburga von Mörs und Saarwerden           | Anna von Pfalz-Simmern-Zweibrücken      |  |  |       |  |  |                                  |  |  |                                   |  |
|                                         |                                         | Walburga von Mörs und Saarwerden           |                                         |  |  |       |  |  |                                  |  |  |                                   |  |